# Gobiomorphus cotidianus
Gobiomorphus cotidianus är en fiskart som beskrevs av Mcdowall, 1975. Gobiomorphus cotidianus ingår i släktet Gobiomorphus och familjen Eleotridae. Inga underarter finns listade i Catalogue of Life.